# Programme spatial égyptien

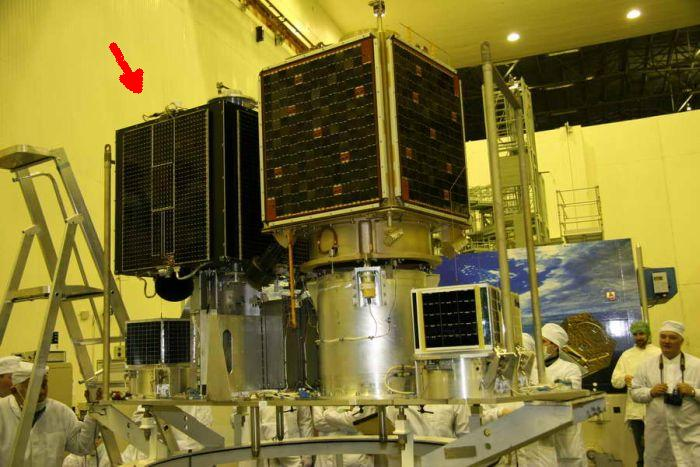
EgyptSat 1 (flèche rouge).

Le programme spatial égyptien a été initié au milieu des années 1990, mais a vraiment démarré en 1998 avec la création du Conseil Spatial Égyptien. Son ambition est d'acquérir les compétences nécessaires pour accéder au domaine spatial. Le programme repose sur la conception et l'exploitation de trois satellites d'observation :
- EgyptSat 1 lancé en avril 2007 et exploité jusqu'en juillet 2010
- EgyptSat 2 lancé le 16 avril 2014 pour une mission de 11 ans mais perdu le 14 avril 2015
- DesertSat est prévu pour 2017

EgyptSat 1 a été mis au point conjointement avec l'Ukraine, permettant un transfert de compétence vers une soixantaine d'ingénieurs égyptiens. EgyptSat 2 a été conçu avec beaucoup moins d'aide extérieure, mettant à profit l'expérience acquise. Le satellite DesertSat devrait être conçu et exploité par l'Égypte en presque totale autonomie. L'Égypte ne dispose pas de lanceur; elle a confié la mise sur orbite de ses deux premiers satellites à l'Ukraine et à la Russie.
Les trois satellites sont civils et à but scientifique. Toutefois, certains pays soupçonnent un objectif militaire dissimulé.